# Vadinsk
Vadinsk (en russe : Вадинск ; autrefois Kerensk, russe : Керенск) est un village et ancienne ville de Russie situé dans l'oblast de Penza. Il doit son nom depuis 1940 à la rivière Vad.

## Géographie
La localité se trouve à la limite nord-ouest du plateau de la Volga à 180 km au nord-ouest de la capitale régionale, Penza. Il est situé à la confluence des rivières Vad et Kerenka (ru), dans le bassin de la Mokcha. Au sud-ouest de Vadinsk, l'on trouve près des petits villages de Karmaleïka et Iaganovka le réservoir de Vadinsk (ou lac de Vadinsk) qui retient un volume d'eau de 21,4 millions m³.
Vadinsk est le siège administratif du raïon (arrondissement) de Vadinsk.

## Histoire
La localité a été documentée pour la première fois en 1639, comme fortin du nom de Kerensk, d'après le nom de la rivière Kerenka, et un village se forme alentour. Celui-ci obtient le statut de ville en 1780.
Le monastère féminin Notre-Dame-de-Tikhvine de Kerensk est fondé en 1683. Pendant la révolte de Pougatchev, Kerensk est la seule forteresse qui ne soit pas prise. En signe de gratitude, l'impératrice Catherine la Grande octroie une couronne d'or à la ville et à ses habitants.

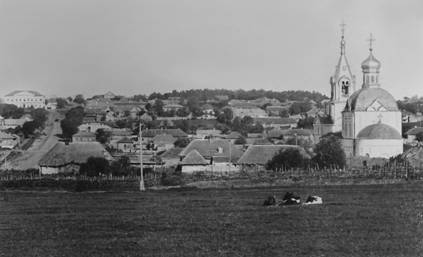
Vue du monastère de Kerensk en 1898.
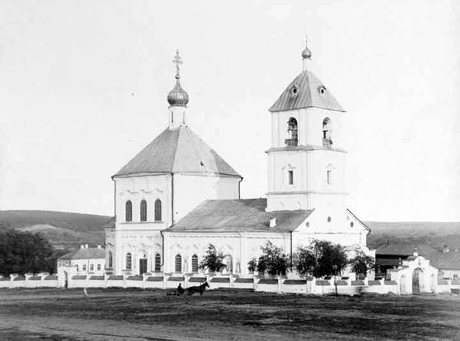
Église de l'Assomption de Kerensk en 1908.
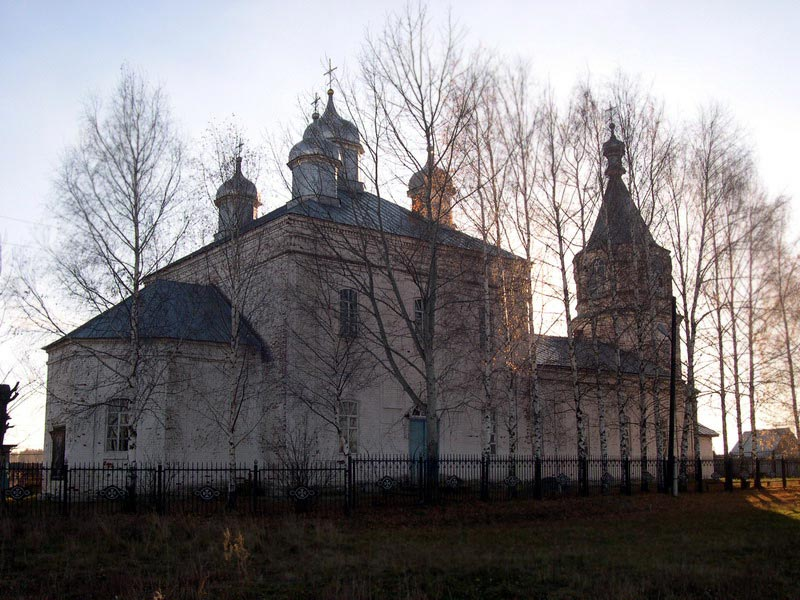
Église Saint-Michel-Archange de Vadinsk en 2005, dépendant de l'éparchie de Serdobsk.
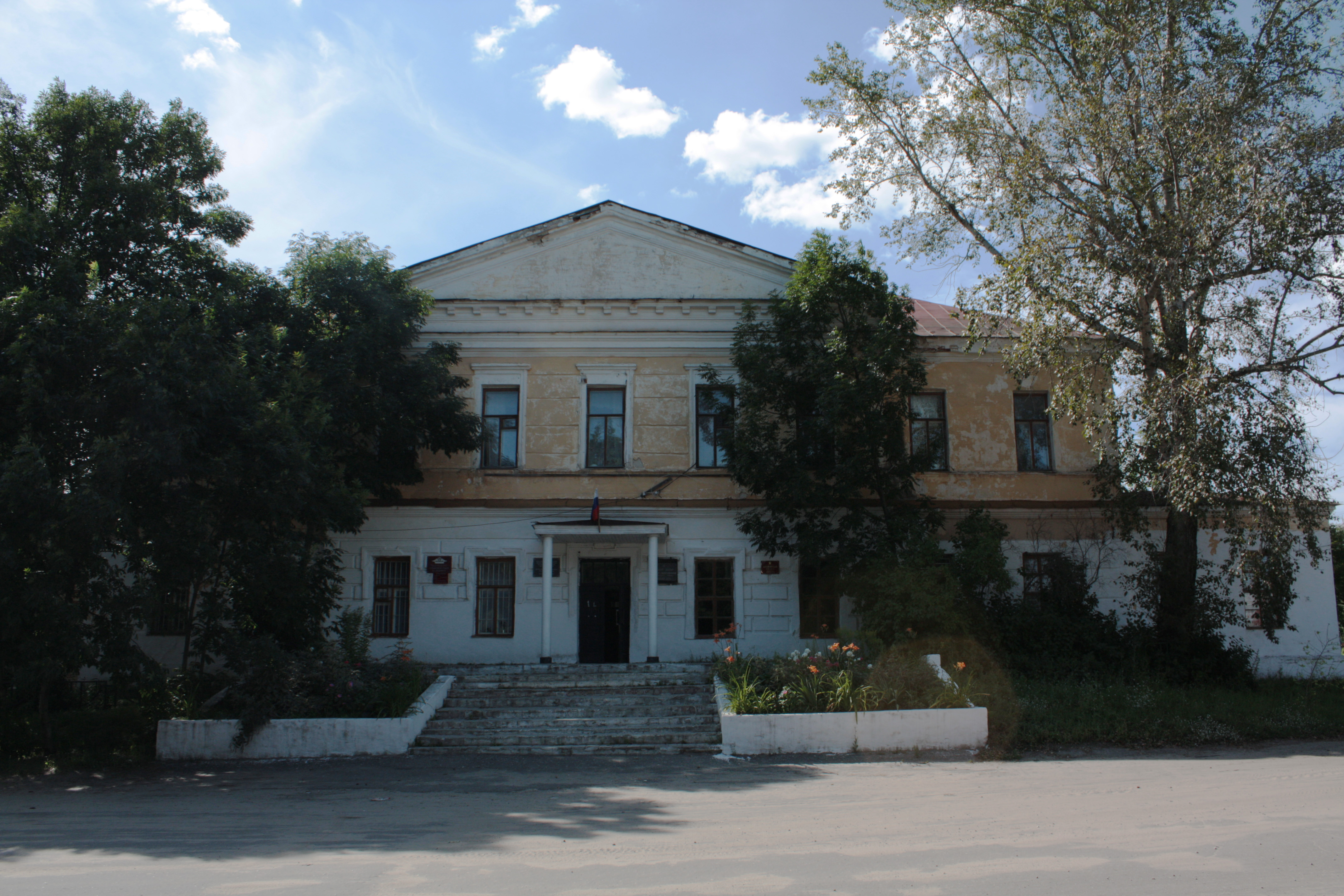
Ancienne assemblée devenue musée local.

Au début du XXe siècle, Kerensk est une des villes les plus grandes du gouvernement de Penza. En 1940, son nom que l'on a tendance à associer malencontreusement à Alexandre Kerenski est changé pour devenir Vadinsk, d'après la rivière Vad, et la ville perd ses droits urbains pour devenir simple commune urbaine, puis simple village, sa population ayant tendance à chuter.

### Population
| Année | Habitants |
| ----- | --------- |
| 1897  | 4004      |
| 1939  | 8224      |
| 1959  | 5602      |
| 1970  | 4954      |
| 1979  | 5077      |
| 1989  | 5218      |
| 2002  | 4771      |
| 2010  | 4891      |
| 2021  | 4056      |

## Personnalités
- Fiodor Bouslaïev (1818-1897), linguiste, historien d'art
- Vassili Maslov (ru) (1895-1979), général-major et héros de l'Union soviétique[3]